# Reformierte Kirche Hasle bei Burgdorf

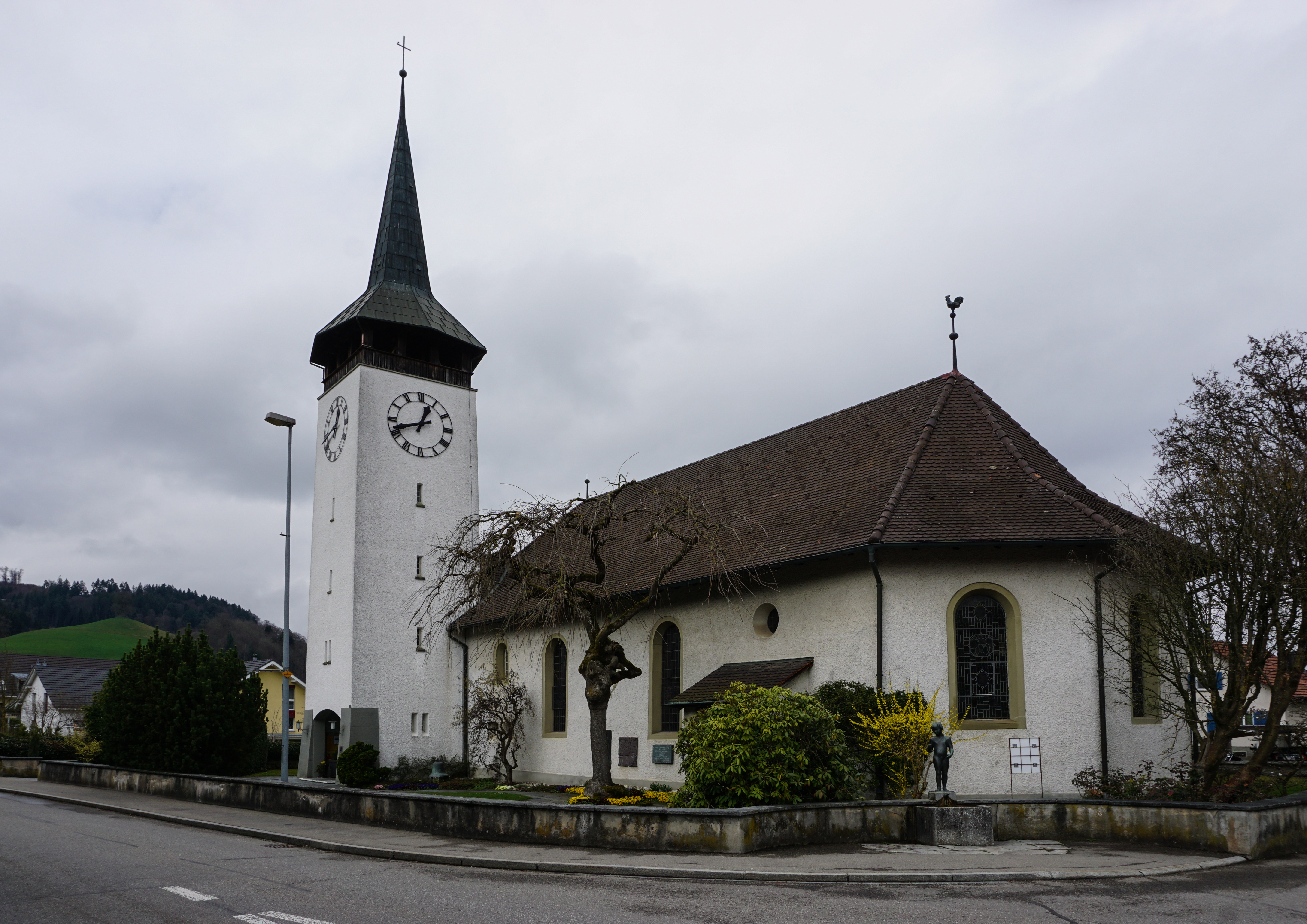
Die Reformierte Kirche von Hasle bei Burgdorf

Die Reformierte Kirche Hasle bei Burgdorf ist die reformierte Dorfkirche von Hasle bei Burgdorf, im kirchlichen Bezirk Unteres Emmental der Reformierten Kirche Bern-Jura-Solothurn. Sie ist mit ihren Fresken als Kulturgut von regionaler Bedeutung registriert.

## Geschichte
Vermutlich bestand bereits Ende des 12. oder Anfang des 13. Jahrhunderts eine Kapelle in Hasle. Aus der Mitte des 13. Jahrhunderts ist ein erster urkundlicher Hinweis vorhanden. 1254 wird erwähnt, dass der «Leutpriester von Hasela, Heinrich von Ried, welcher aus Uettligen bei Wohlen stammte, auf das elterliche Eigentum, das verkauft worden war», verzichtete. Im 12. Jahrhundert gehörte das Gebiet zum Herrschaftsbereich der Zähringer (Erbauer der Stadt Burgdorf), ab 1218 zu jenem der Kyburger, in deren Güterverzeichnis der Name Hasle auftaucht.
Gestiftet war die Kirche von Hasle wahrscheinlich von einem ritterlichen Grundherrn, der den Kirchensatz und die Rechte und Pflichten dazu besass. Bis 1427 waren dies Petermann von Buchsee, Landvogt zu Aarberg und dessen Bruder Hermann, Edelknechte der Grafen von Kyburg und Bürger von Burgdorf, die den Kirchensatz im Tausch gegen zwei Güter in Schangnau dem Konvent von Trub abtraten. Daraufhin wirkten für hundert Jahre Mönche aus dem Kloster Trub in Hasle als Leutpriester. Es sind namentlich: Johann Mahler (1447 bis 1458), Jakob Grässlin (1459 bis 1470), Berthold Vischer (1470 bis 1485), Beat Sulzer (nach 1494), Anton Dietrich (1501 bis 1510), Johann Merk (1519 bis 1520) und Ludwig Mahler (bis 1528). Nach der Reformation 1528 wurde das Kloster Trub aufgehoben und der Kirchensatz fiel an Bern. Als sichtbares Zeugnis der Präsenz der Mönche von Trub, blieben in der Kirche Hasle Fresken zum Leben des heiligen Benedikt erhalten.

## Baugeschichte und Architektur
Mit Einbezug der mittelalterlichen Kapelle wurde 1678 bis 1680, als der Junker Andreas von Bonstetten Schultheiss von Burgdorf war, die Kirche durch den Berner Münsterbaumeister Abraham Dünz entscheidend umgebaut und vergrössert. Es entstand ein Predigtraum nach neuem Konzept, bei dem die Verkündigung des Worts im Mittelpunkt stehen sollte. Der Taufstein und die Kanzel aus dem grünlichen Sandstein der Gegend wurden zentral im Chor aufgestellt. Der Chorbogen wurde abgebrochen: damit man von allen Orten uf den Cantzel sehen könne und nit mehr dahind schlaffen.
Hohe Rundbogenfenster in den Seitenwänden und im Chor erhellten nun den Raum. Über der Empore wurden kleinere Bogenfenster und über den Seitentüren Ochsenaugenfenster eingebaut. Aussen waren die Seitenpforten mit Pultdächern überdacht und am westlichen Haupteingang ein Vorschärmen angebaut, der beim späteren Turmbau entfernt wurde. Das Firstdach endete westlich als Krüppelwalmdach und trug über dem oktogonalen Chor am Firstende als Symbol der Wachsamkeit einen kupfernen Hahn. Wegen immer wieder auftretenden Überschwemmungen durch die hochgehende Emme legte man den ursprünglichen Boden der Kirche in mehreren Etappen um 1,80 Meter höher, wie es Untersuchungen beim Umbau 1937 ergaben. Aus diesem Grund wurde auch der Friedhof 1846 auf die Höhe der «Preisegg» verlegt. Wegen dringend anfallenden Erneuerungsarbeiten im Kircheninnern stellte man sich um 1905 die Frage, ob nicht ein Neubau der Kirche an einem höher gelegenen Ort sinnvoller wäre. Wegen des zu grossen Aufwands wurde dann darauf verzichtet und dafür die Kirche in den folgenden Jahren mehrmals umgebaut und renoviert. 1956 wurde der heute noch bestehende Turm erbaut.

## Turm
Bis zum Bau des neuen Turms 1956 hingen die Glocken der Kirche in einem Dachreiter über dem westlichen Dachfirst. Gleichzeitig entstand auch die Sakristei vor der Westfassade. Vom offenen Sockelgeschoss des Turms gelangt man durch den Haupteingang ins Kircheninnere. Der Turm ist dem Stil der Romanik nach empfunden und mit einem Spitzhelm, mit einem Turmkreuz abgeschlossen. Die Turmuhr mit vier Zifferblättern wurde von der Baer AG Sumiswald gebaut. Über der Uhr ist hinter einem Holzkranz der Glockenstuhl mit allseitig offenen Schalllöchern.

## Glocken

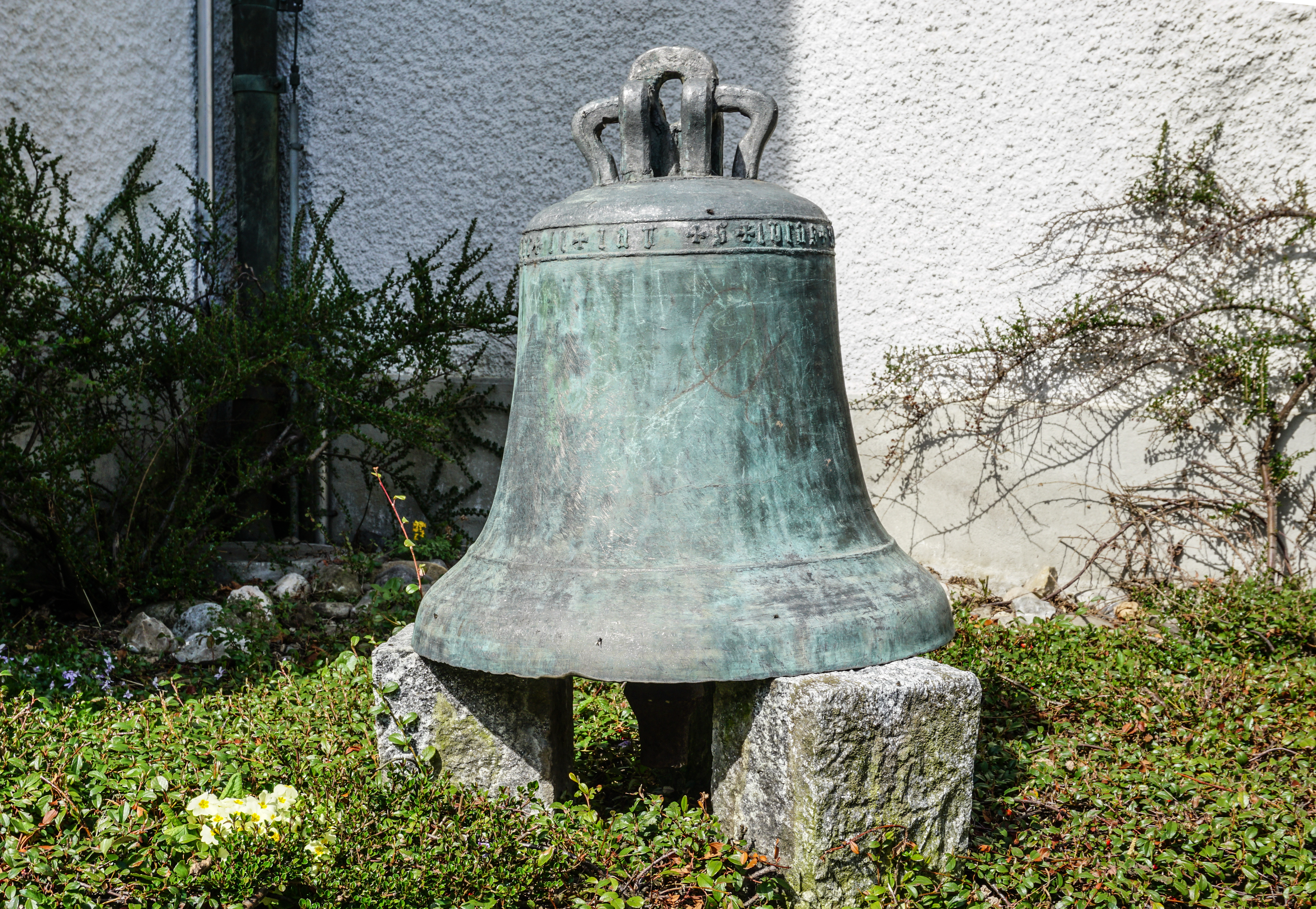
Glocke von 1402 vor der Kirche

Vom alten Geläute ist noch die älteste Glocke im Amt Burgdorf von 1402 erhalten. Sie war bis 1956 im Gebrauch und steht heute neben dem Haupteingang der Kirche. Die vier neuen Glocken wurden bei H. Rüetschi in Aarau gegossen und am 22. September 1956 auf den neuen Turm aufgezogen. Sie sind auf die Töne e', g', a', und h' gestimmt und nach den vier Evangelisten benannt.
- Die Matthäusglocke, Ton e', Gewicht 1100 kg, mit dem Engel als Zeichen und dem Spruch: Dein Name werde geheiligt. Dein Reich komme (Mt 6,10 EU)
- Die Markusglocke, Ton g', Gewicht 630 kg, mit dem Löwen als Evangelistenzeichen trägt den Spruch: Gehet hin in alle Welt und predigt das Evangelium aller Kreatur (Mk 16,15 EU)
- Die Lukasglocke, Ton a', Gewicht 460 kg, mit dem Stier als Zeichen und dem Spruch: Ehre sei Gott in der Höhe und Friede auf Erden (Lk 2,14 EU)
- Die Johannesglocke, Ton h', Gewicht 330 kg, mit dem Adler als Zeichen und dem Spruch: Ich bin der Weg, die Wahrheit und das Leben (Joh 14,6 EU)

Das Geläute wird elektrisch bedient und das Schlagwerk von der mechanischen Turmuhr gesteuert.

## Fresken

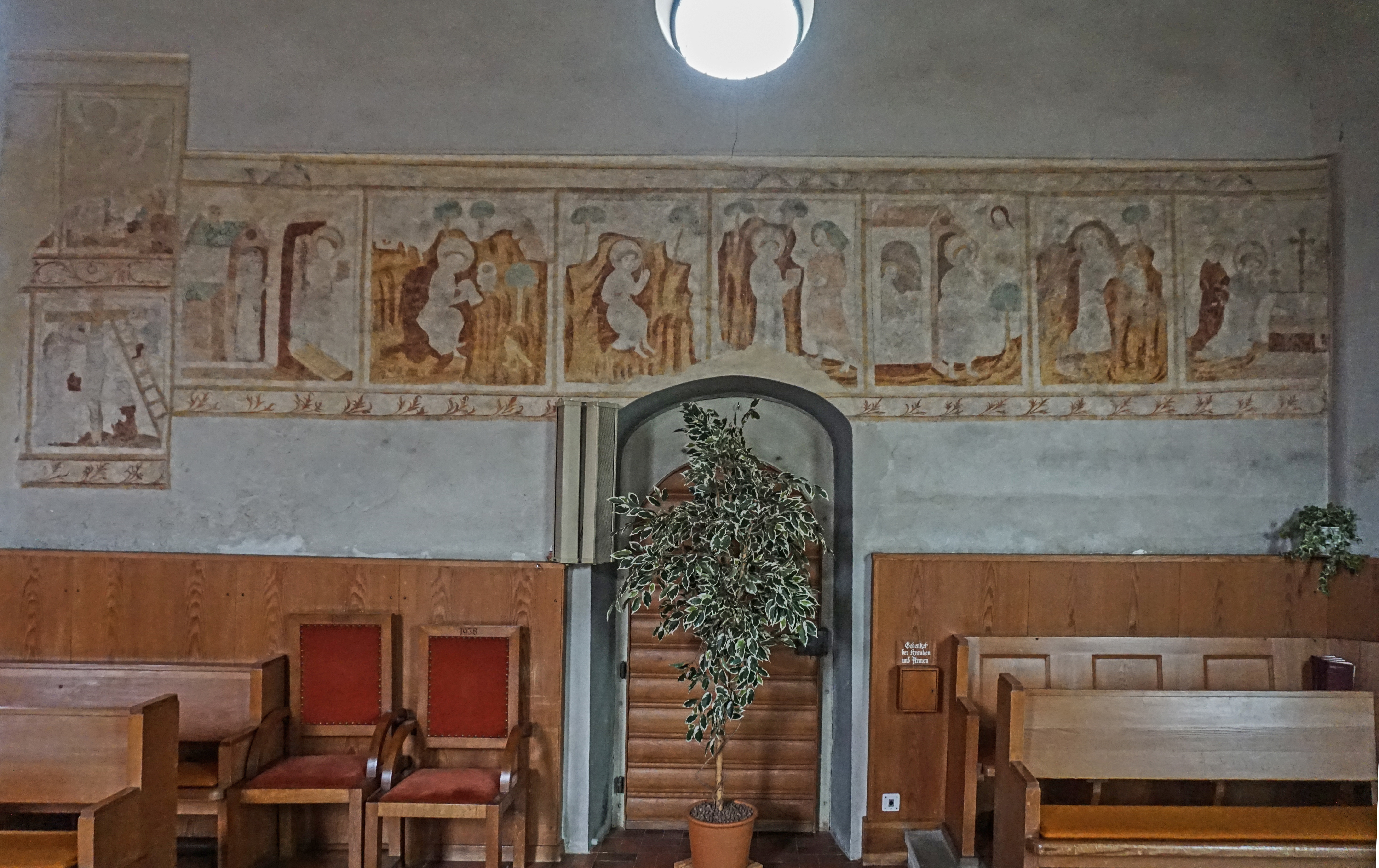
Wandbilder über das Leben des Hl. Benedikt

Zwischen 1430 und 1440 entstanden sieben Bilder an der nördlichen Chorwand mit Szenen aus dem Leben des heiligen Benedikt.
1. Benedikt verlässt Rom
2. Benedikt lesend in der Höhle, ein Mönch lässt ihm an einem Seil einen Korb mit Nahrung hinunter, der Versucher in Gestalt eines Vogels
3. Benedikt nachdenkend
4. Der Versucher in Gestalt einer Jungfrau
5. Christus erscheint einem Priester und beauftragt ihn Benedikt das Ostermahl zu bringen
6. Benedikt betend
7. Benedikt von einem Mönch gestützt, haucht vor einem Altar seine Seele aus

Später kam noch im Kirchenschiff eine 18-teilige Bilderfolge mit der Passion Christi und dem Jüngsten Gericht dazu. Zwei der Bilder gingen beim Einbau eines Fensters verloren und die anderen wurden nach der Reformation überstrichen. Bei einer Innenrenovation 1881 wurden die Wandmalereien entdeckt und 1902 in das Verzeichnis der kantonalen Kulturdenkmäler aufgenommen. 1937 wurden sie restauriert.

## Glasmalerei
Die hohen Fenster an der Süd- und Nordwand sowie die drei im Chor stammen aus der Bauphase von Abraham Dünz. Es sind dort sechs Wappenscheiben von Glasmaler Hans Jakob Güder aus dem Jahre 1678 erhalten. Diese wurden in den Fenstern des Umbaus von 1912 eingefügt. Es sind dies folgende:
- Stadt Bern
- Samuel Fischer
- Christian Willading
- Johann Leonhart Engel
- Johann Anthoni (IV.) Tillier
- Johann Rudolff Wurstemberger

Über den Scheiben Tillier und Wurstemberger befindet sich eine anlässlich des Umbaus von 1957 von Bern geschenkte Stifterscheibe mit dem Erzengel Michael als Drachentöter.
Im Jahre 1843 kaufte die Berner Regierung einige Wappenscheiben und Scheibenfragmente, welche sich seither im Historischen Museum Bern befinden:
- Samuel Frisching
- Andreas von Bonstetten
- Niklaus Fischer
- Stadt Burgdorf (Künstler: Samuel Schwarzwald (Schwartzwald)).[4][5]

Die Chorfenster entstanden im Kriegsjahr 1915 nach Entwürfen von Burkhard Mangold und wurden durch die Glasmalerei Emil Gerster, Basel hergestellt. Sie zeigen als zentrales Thema Werke der Barmherzigkeit. Im mittleren Fenster tragen zwei Sanitäter einen verletzten Soldaten auf einer Bahre, während ihm eine Krankenschwester einen Becher reicht. Darüber ist das Gleichnis vom barmherzigen Samariter dargestellt (Lk 10,25–37 ), darunter ist zu lesen: JESUS CHRISTUS GESTERN UND HEUTE UND IN EWIGKEIT DERSELBE. Im linken Fenster ist über dem Ortswappen von Hasle die Passionsszene „Jesus fällt unter dem Kreuz und Simon von Cyrene kommt zur Hilfe“ (Lk 23,26 ) dargestellt, darüber das Berner Wappen, im rechten Fenster ist über dem Wappen der Stifterfamilie Geiser die Bibelszene „Der auferstandene Christus mit zwei Jüngern in Emmaus“ dargestellt (Lk 24,13–35 ), darüber das Wappen von Burgdorf. Die ursprünglichen Farben sind bereits stark verblasst. Eine vom Synodalrat 1957 gestiftete Scheibe der Doppelscheibe im südlichen Fenster des Kirchenschiffs stellt einen Sämann dar. Die zweite von den Nachbargemeinden Lützelflüh, Oberburg und Rüegsau gestiftete trägt das Motiv des Guten Hirten.

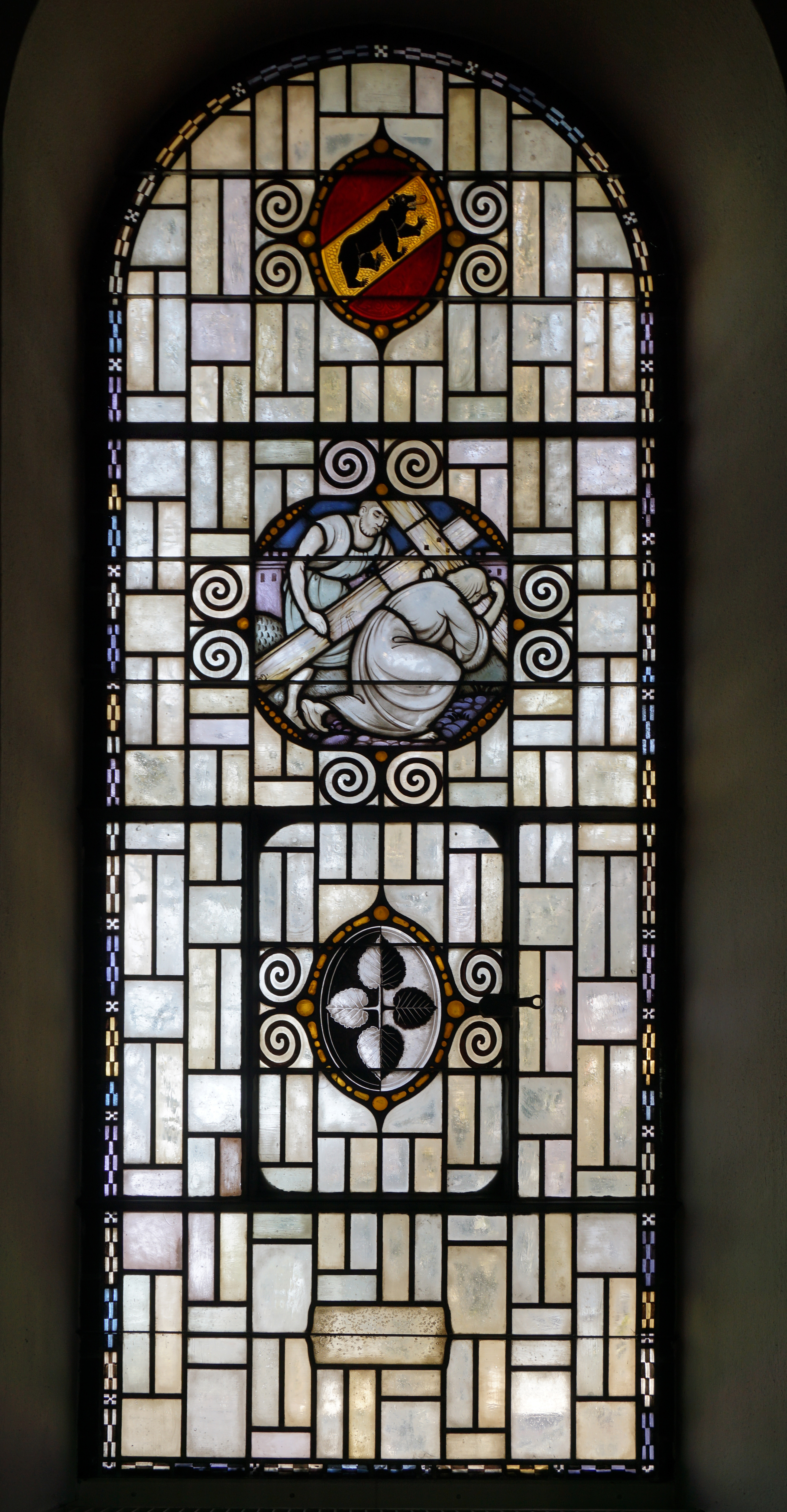
Chorfenster links: Wappen von Bern und Hasle, Passionsszene Christus fällt unter dem Kreuz
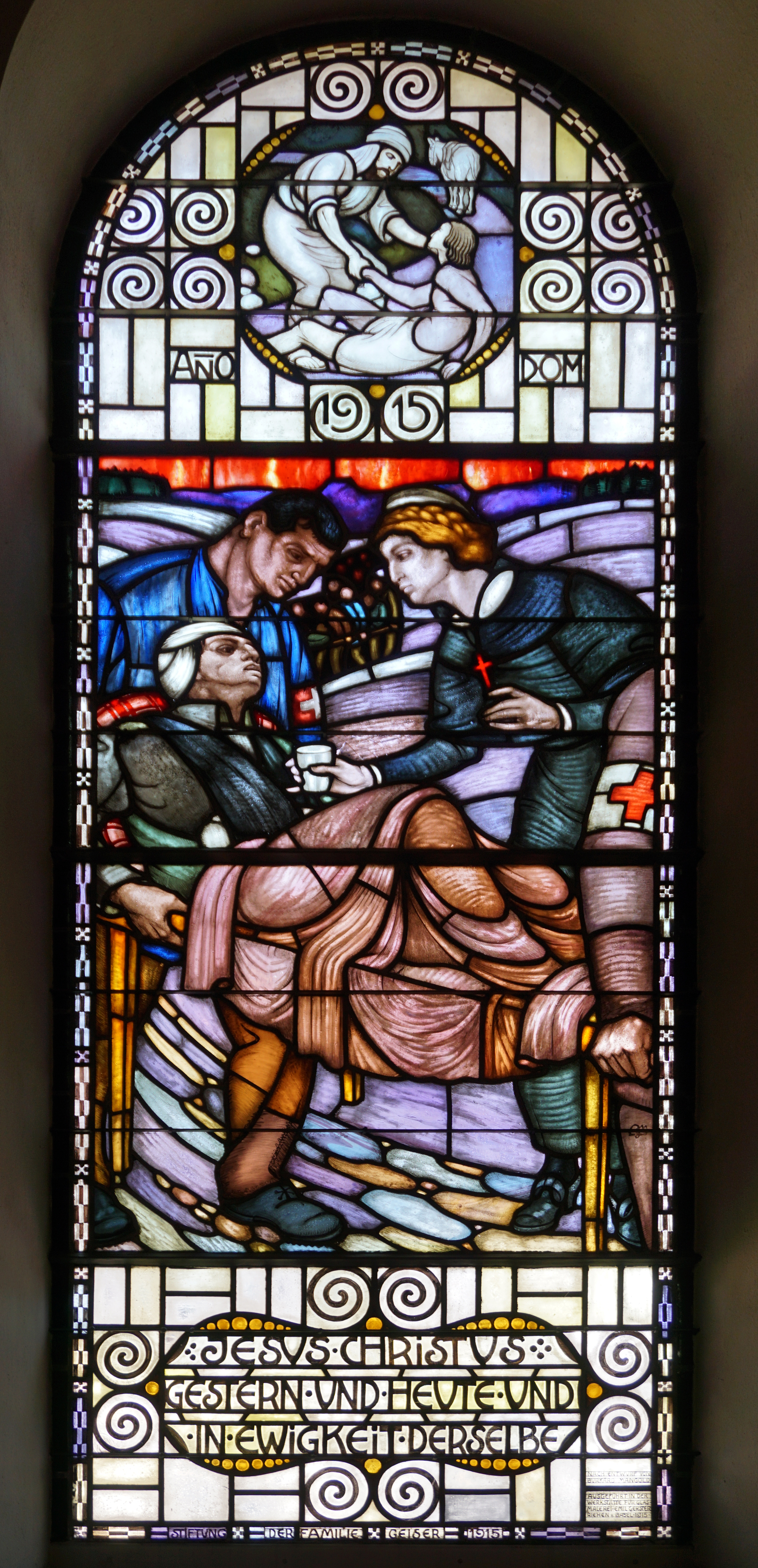
Chorfenster Mitte: Gleichnis vom barmherzigen Samariter und die im Kriegsjahr 1915 aktuelle Interpretation
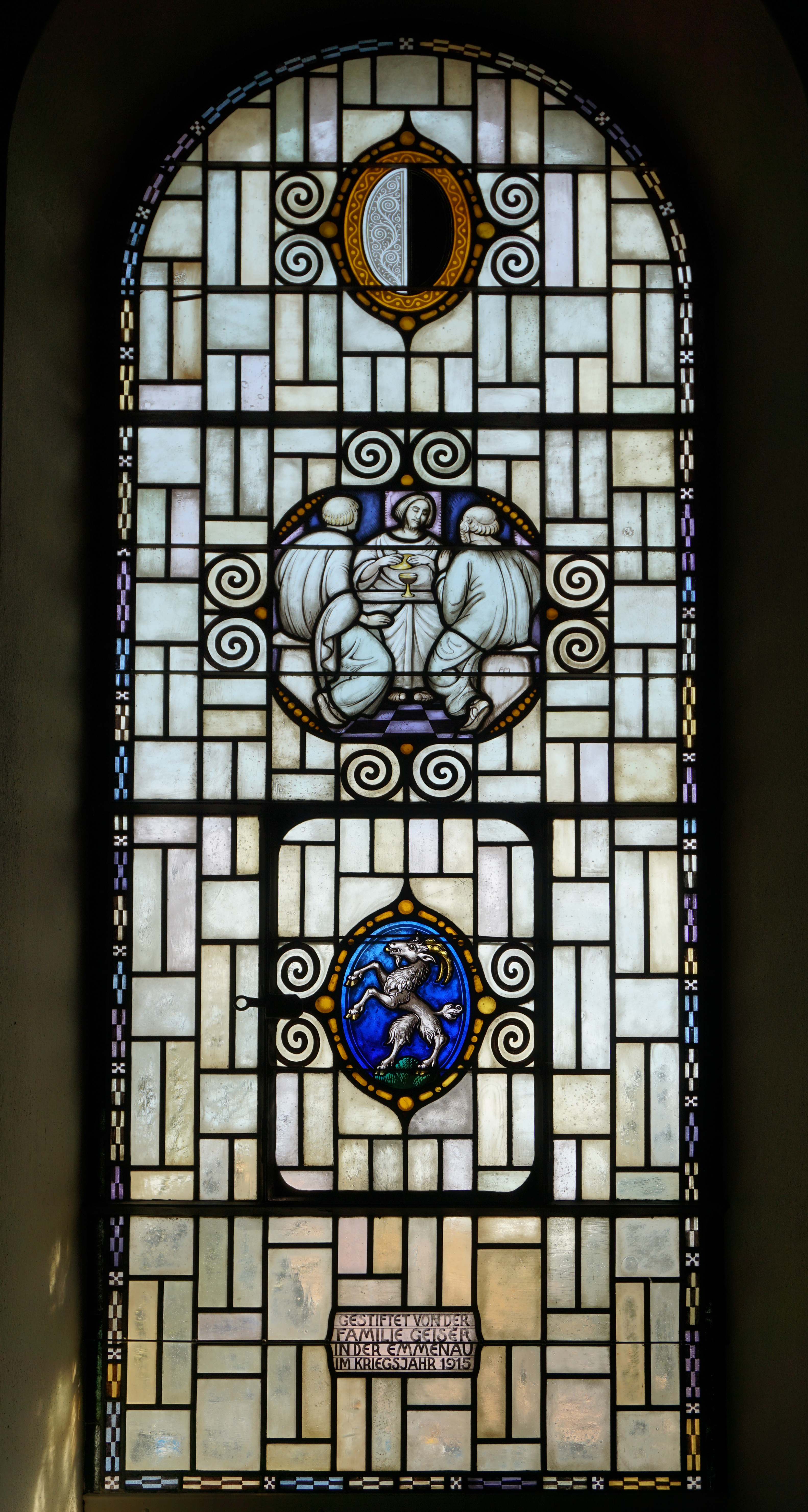
Chorfenster rechts: Wappen von Burgdorf und Stifterwappen, biblische Szene Jesus und zwei Jüngern in Emmaus

## Empore
1780 wurde die bestehende Empore für den Bau einer Orgel erweitert. Die neue Empore von 1956 ruht auf zwei zopfartig geschnitzten Stützen die von der vorherigen übernommen wurden. Die neue, geschwungene Brüstung hat den alten nachempfundene, barockartige Zaunspeichen. Sie trägt die neue Orgel.

## Orgel
Um 1782 wurde wahrscheinlich die erste Orgel gebaut. 1794 soll gemäss überlieferten Rechnungen bereits ein Organist besoldet worden sein.
Anhand von vor 1956 entstandenen Fotos stellte Hans Gugger mit Sicherheit fest, dass dieses Orgelwerk von Peter Schärer gebaut wurde. Nicht belegbar ist, ob der früheste Nachweis des kleinen Schärer-Typs wie in Würzbrunnen auch ein Pedal oder nur ein Manual besass. Kurz vor 1900 wurden daran einige Verbesserungen (neue Register, Ersatz der Klaviatur) angebracht. 1918 wurde die Orgel durch Goll auf Röhrenpneumatik und mit freistehendem Spieltisch umgebaut. Dazu wurden die seitlichen Pfeifenfelder mit je zwei Pfeifen angefügt. Von der alten Schärer-Orgel ist nichts mehr vorhanden, auch das Gätter an der Brüstung und die Schnitzereien am Prospekt sind verschwunden.
Die neue Orgel wurde durch Kuhn AG Männedorf gebaut, durch Max Mühlemann intoniert und am 5. Mai 1957 eingeweiht. Das Werk ist mit mechanischer Traktur, pneumatischer Registratur und mit Schleifladen ausgestattet. Die neue Orgel besitzt 15 Register, zwei Manuale und Pedal mit Spielhilfen und zwei Vorabzüge und zwei Extensionen.
| I Hauptwerk C–g3 |                      |       |
| 1.               | Prinzipal            | 8′    |
| 2.               | Rohrflöte            | 8′    |
| 3.               | Oktave               | 4′    |
| 4.               | Spitzflöte           | 4′    |
|                  | Superoktave (Auszug) | 2′    |
| 5.               | Mixtur III–IV        | 1 ⁄3′ |
| 6.               | Schalmei             | 8′    |

| II Positiv C–g3 |                 |                |
| 7.              | Suavial         | 8′             |
| 8.              | Gedackt         | 8′             |
| 9.              | Prinzipal       | 4′             |
| 10.             | Rohrflöte       | 4′             |
| 11.             | Sesquialter     | 2 ⁄3′ + 1 3⁄5′ |
|                 | Quinte (Auszug) | 2 ⁄3′          |
| 12.             | Flageolet       | 2′             |
| 13.             | Scharff IV–V    | 1′             |

| Pedalwerk C–f1 |                       |     |
| 14.            | Subbass               | 16′ |
| 15.            | Prinzipal             | 8′  |
|                | Bordun (Verlängerung) | 8′  |
|                | Oktave (Verlängerung) | 4′  |

- Normalkoppeln: II/I, I/P, II/P

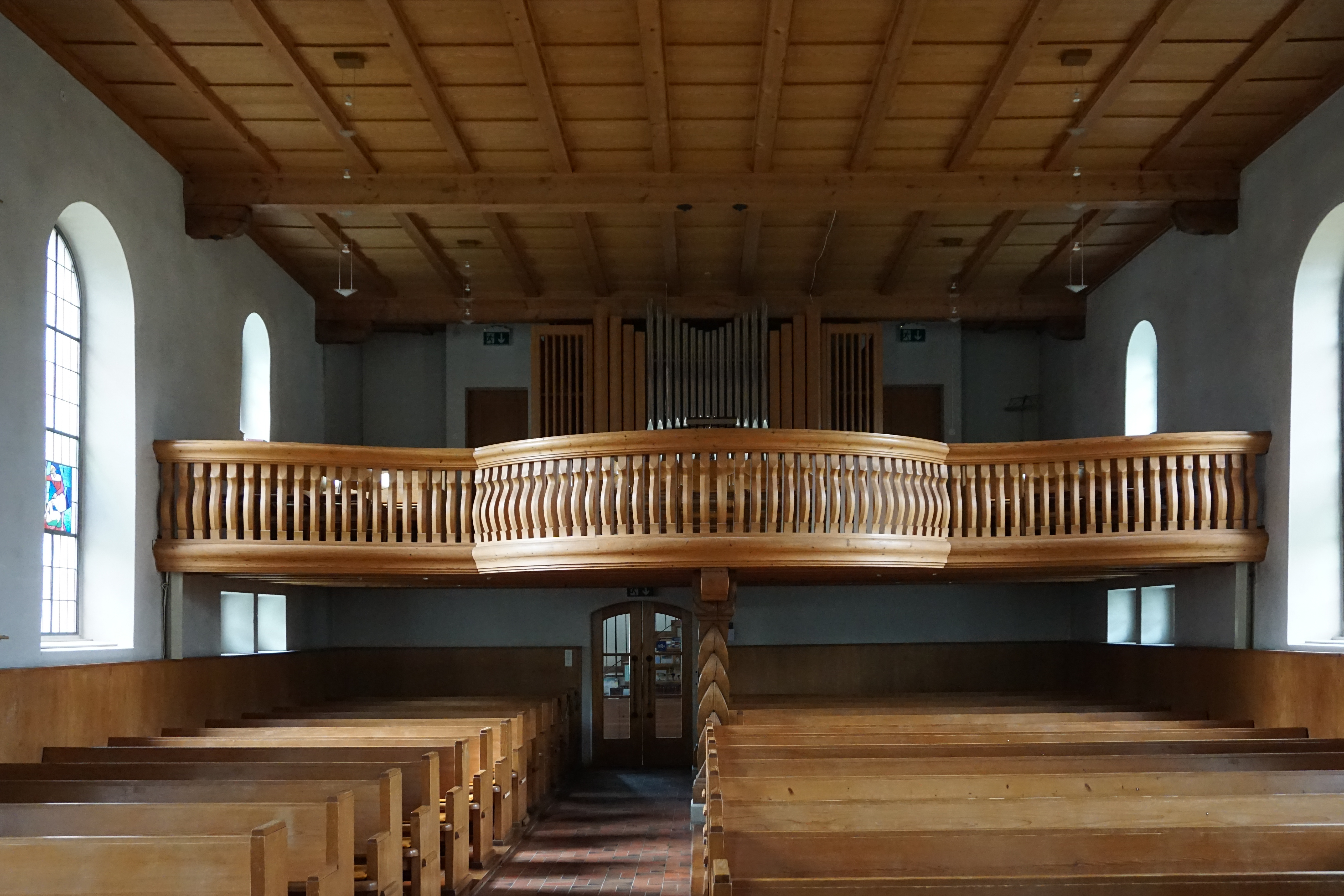
Empore mit Orgel von 1957

- Spielhilfen: Tutti, 2 freie Kombinationen